# Uwe Hünemeier
Uwe Hünemeier (nascut el 9 de gener de 1986 a Rietberg) és un futbolista alemany que actualment juga pel FC Energie Cottbus.
Va fer el seu debut a l'equip sènior del Borussia Dortmund el 17 de desembre del 2005, quan va jugar d'inici a un partit de la Bundesliga contra el FC Bayern de Múnic jugant els 90 minuts al complet.